# Нікола Кабіббо
Ніко́ла Кабі́ббо (італ. Nicola Cabibbo; 10 квітня 1935 — 18 серпня 2010) — італійський фізик, що став відомим завдяки працями з опису і дослідження слабкої ядерної взаємодії. Роботи Кабіббо з вивчення слабкої взаємодії багато в чому лягли в основу досліджень, які в 2008 році були удостоєні Нобелівської премії з фізики.
У 1982—1993 роках очолював італійський Національний інститут ядерної фізики. З 1993 року — президент Папської академії наук.
Каббібо все життя займався вивченням слабкої взаємодії — одної з чотирьох фундаментальних фізичних взаємодій. Із слабким взаємодією пов'язаний, зокрема, бета-розпад атомних ядер. Японські фізики Макото Кобаясі і Тосихіде Масакава продовжили деякі дослідження Кабіббо. Роботи Макото Кобаясі і Тосіхіде Масукави привели до створення так званої CKM-матриці, або матриці Кабіббо-Кобаясі-Масакави, які містять інформацію про слабкі розпади, що змінюють аромат кварків.
Крім власне науки Кабіббо, який з 1993 року обіймав посаду президента Папської академії наук, багато займався питаннями наукової етики. Зокрема, він докладав зусиль до того, щоб церква офіційно принесла вибачення за поводження із Джордано Бруно, спаленого в 1600 році за свої ідеї.

## Наукова діяльність
На початку 1960-х років Кабіббо розробляв ідею порушеною SU(3) симетрії між дивними і нестандартними адронами. У 1963 році постулював так звану «слабку універсальність» (weak universality) для пояснення поведінки двох поколінь лептонів і кварків (тоді були відомі тільки u-, d- і s-кварки), ввів «кут Кабіббо», що описує змішування d- і s-кварків. Макото Кобаясі і Тосіхіде Маскава додали в цю теорію третє покоління частинок, отримавши матрицю розміром 3×3, відому як CKM-матриця. Згодом експерименти довели, що поколінь дійсно три. Оскільки робота Кобаясі і Маскави, відзначена в 2008 році Нобелівською премією з фізики, заснована на дослідженнях Кабіббо, то, на думку деяких експертів, відсутність Кабіббо серед науковців, які отримали премію, є серйозною помилкою Нобелівського комітету. За словами друзів Кабіббо, він важко переживав свою відсутність у списку лауреатів.
Надалі Кабіббо продовжував вивчати електромагнітні і слабкі взаємодії, детально дослідив осциляції нейтрино, передбачив існування за певних умов кварк-глюонної плазми. Він був ініціатором запуску в Національному інституті ядерної фізики проекту APE зі створення найпотужнішого на той момент суперкомп'ютера для проведення обчислень з квантової хромодинаміки.

## Виноски
1. 1 2 3  Deutsche Nationalbibliothek Record #12437025X // Gemeinsame Normdatei — 2012—2016.
2. ↑  Bibliothèque nationale de France BNF: платформа відкритих даних — 2011.
3. 1 2 3 4  www.accademiadellescienze.it
4. ↑  http://www.google.com/hostednews/afp/article/ALeqM5jbktAWts6OBHK2rHE75pO2PVqkYw
5. ↑  Identifiants et Référentiels — ABES, 2011.
6. ↑  www.pas.va
7. ↑  twas.org
8. ↑  https://www.ae-info.org/ae/User/Cabibbo_Nicola
9. ↑  Valerie Jamieson. Physics Nobel snubs key researcher [Архівовано 2 квітня 2015 у Wayback Machine.] // New Scientist, 8 October 2008. (англ.)
10. ↑  Nobel, l'amarezza dei fisici italiani [Архівовано 12 грудня 2008 у Wayback Machine.] // Corriere della Sera, 8 ottobre 2008. (італ.)